# گرنت ویل (جورجیا)
گرنت ویل، جورجیا (به انگلیسی: Grantville, Georgia) یک شهر در ایالات متحده آمریکا با جمعیت ۳٬۰۴۱ نفر است که در جورجیا واقع شده‌است.

## موقعیت جغرافیایی
موقعیت جغرافیایی شهرها و مناطق اطراف به شرح زیر است: